# WEEKEND ヤッホー!!
K-MIX WEEKEND ヤッホー!!（ケイミックス・ウィークエンド- ）は、静岡エフエム放送（K-MIX）が土曜日11時00分 - 12時55分に放送していたバラエティ番組である。
K-MIX浜松本社1階のオープンスタジオ「ビュースタ」・静岡市のサテライトスタジオ「ビュースタ・シズオカ"ノア"」から公開生放送されていた。
県内各所から出張公開放送をすることも多い。

## 概要
- 2003年4月の大改編により、長期間続いた「K-MIX SHIZUOKA HOT30」の後継として番組が開始された。
- かつては、K-MIXの昼ワイド番組では唯一スポンサーが付いていなかった[1]。出張公開放送の場合、協賛企業がスポンサーとなる。
- 2011年10月から、偶数週は新静岡セノバ5階「view-st.Shizuoka"NOA"」からの放送が開始された。
- 2013年3月30日をもって番組終了。番組最終回はK-mixに併設されているホール「Space-K」からの公開生放送が行われた。

## 出演者
パーソナリティ
- 久保ひとみ
- ボサノバカサノバ（Sho1・吉澤秀人）

代演
- 2007年4月28日 - 寺田有美子
久保がテレビの海外ロケのため。ところが、新番組が始まったかの如く歓迎のメッセージが多数寄せられた。

ゲスト
- 2008年7月5日 - 高橋正純
auの新機種体感イベントと「au Run & Talk」のコラボレーションによりゲスト出演。
- 2010年6月5日 - 小林高鹿（安部礼司役）、市川訓睦（飯野平太役）
NISSAN あ、安部礼司〜BEYOND THE AVERAGE（TOKYO FM制作）の主人公・安部礼司が「出身地である静岡に出張した」設定で、凱旋ゲスト出演。飯野は付き添い。当日の模様は翌々週の同番組でオンエアされた。当日は静岡駅ビル「PARCHE(パルシェ)」からの公開生放送。

この他、番組のリポーターとして御代田悟等が出演している。

## タイムテーブル
通常の場合。出張放送の場合は休止になるコーナーが多い。時刻表記はすべて(JST)
- 11:01 - オープニング
- 11:15頃 - パラダイス駿河・伊豆・遠江
- 11:30頃 - K-MIX Traffic & Weather Information
- 11:35頃 - パーソナリティブログ
- 11:50頃 - ヤッホーウィークリー
- 12:05頃 - ボサカサペディア
- 12:20頃 - ボサカサセレクション~週末ドゥビドゥバ~
- 12:40頃 - ヤッホーフリーク
アーティストによる鼻歌クイズ。

付記
- 前番組同様、正午の時報はない。
- 2006年3月まで、12時台前半にも交通情報と天気予報が放送された。
- 番組終了直後の12時55分に、交通情報・天気予報が放送される。

## コラボレーション
- 番組グッズとして「ヤッホーTシャツ」が販売されており、第4弾まで登場している。
- この番組から、楽曲「今夜はふたり水いらず（静岡編）」（「Bossanova Cassanova coupuling 久保ひとみ」名義）が生まれ、SHIZUOKA TOP40で1位を獲得した。
- 毎年2月に、番組とのコラボレーションで白樺湖へのスキー・スノーボードツアーが開催されている。現地で公開生放送が行われる。
- 2012年7月7日、木村飲料とのタイアップで制作した楽曲「GO GO THE サイダーマン」（「木村英文と地サイダーズ」名義）が発売[2]。木村飲料社長・木村英文のオリジナル曲を元に、ボサノバカサノバがアレンジ。ボーカルに木村・ボサノバカサノバ・久保ひとみが参加。